# Carmarthen East and Dinefwr (circonscription du Parlement britannique)
Pour les articles homonymes, voir Carmarthen East and Dinefwr.
Circonscription parlementaire de la 

Chambre des communes
Carmarthen East and Dinefwr est une circonscription parlementaire britannique située au pays de Galles.

## Membres du parlement
| Election | Election | Membre           | Parti       | Portrait |
| -------- | -------- | ---------------- | ----------- | -------- |
|          | 1997     | Alan Williams    | Labour      |          |
|          | 2001     | Adam Price       | Plaid Cymru |          |
|          | 2010     | Jonathan Edwards | Plaid Cymru |          |

## Élections

### Élections dans les années 2010
| Élections générales de 2017: Carmarthen East and Dinefwr |                  |                  |        |       |      |
| Parti                                                    | Parti            | Candidat         | Votes  | %     | ±    |
|                                                          | Plaid Cymru      | Jonathan Edwards | 16,127 | 39.3  | +0.9 |
|                                                          | Labour           | David Darkin     | 12,219 | 29.8  | +5.6 |
|                                                          | Conservateur     | Havard Hughes    | 10,778 | 26.3  | +5.1 |
|                                                          | UKIP             | Neil Hamilton    | 2.4    | 985   | −8.7 |
|                                                          | Libéral          | Lesley Prosser   | 920    | 2.2   | −0.1 |
| Majorité                                                 | Majorité         | Majorité         | 3,908  | 9.5   | −4.7 |
| Participation                                            | Participation    | Participation    | 41,028 | 73.3  | +2.4 |
|                                                          | Plaid Cymru hold | Plaid Cymru hold | Swing  | −2.35 |      |

| Élections générales de 2015: Carmarthen East and Dinefwr, |                  |                     |        |      |      |
| Parti                                                     | Parti            | Candidat            | Votes  | %    | ±    |
|                                                           | Plaid Cymru      | Jonathan Edwards    | 15,140 | 38.4 | +2.8 |
|                                                           | Labour           | Calum Higgins       | 9,541  | 24.2 | −2.3 |
|                                                           | Conservateur     | Matthew Paul        | 8,336  | 21.2 | −1.2 |
|                                                           | UKIP             | Norma Woodward      | 4,363  | 11.1 | +7.7 |
|                                                           | Green            | Ben Rice            | 1,091  | 2.8  | N/A  |
|                                                           | Libéral          | Sara Lloyd Williams | 928    | 2.4  | −9.8 |
| Majorité                                                  | Majorité         | Majorité            | 5,599  | 14.2 | +5.0 |
| Participation                                             | Participation    | Participation       | 39,399 | 70.9 | −1.7 |
|                                                           | Plaid Cymru hold | Plaid Cymru hold    | Swing  | +2.5 |      |

| Élections générales de 2010: Carmarthen East and Dinefwr, |                  |                   |        |      |       |
| Parti                                                     | Parti            | Candidat          | Votes  | %    | ±     |
|                                                           | Plaid Cymru      | Jonathan Edwards  | 13,546 | 35.6 | −10.2 |
|                                                           | Labour           | Christine Gwyther | 10,065 | 26.5 | −1.8  |
|                                                           | Conservateur     | Andrew Morgan     | 8,506  | 22.4 | +8.7  |
|                                                           | Libéral          | William Powell    | 4,609  | 12.1 | +2.4  |
|                                                           | UKIP             | John Atkinson     | 1,285  | 3.4  | +1.7  |
| Majorité                                                  | Majorité         | Majorité          | 3,481  | 9.2  | −8.3  |
| Participation                                             | Participation    | Participation     | 38,011 | 72.6 | +1.8  |
|                                                           | Plaid Cymru hold | Plaid Cymru hold  | Swing  | −4.2 |       |

### Élections dans les années 2000
| Élections générales de 2005: Carmarthen East and Dinefwr, |                   |                  |        |      |       |
| Parti                                                     | Parti             | Candidat         | Votes  | %    | ±     |
|                                                           | Plaid Cymru       | Adam Price       | 17,561 | 45.9 | +3.5  |
|                                                           | Labour            | Ross Hendry      | 10,843 | 28.3 | −7.3  |
|                                                           | Conservateur      | Suzy Davies      | 5,235  | 13.7 | +0.8  |
|                                                           | Libéral           | Julianna Hughes  | 3,719  | 9.7  | +2.3  |
|                                                           | UKIP              | Mike Squires     | 661    | 1.7  | 0.0   |
|                                                           | Legalise Cannabis | Sid Whitworth    | 272    | 0.7  | +0.7  |
| Majorité                                                  | Majorité          | Majorité         | 6,718  | 17.5 | +10.7 |
| Participation                                             | Participation     | Participation    | 38,291 | 71.6 | +1.2  |
|                                                           | Plaid Cymru hold  | Plaid Cymru hold | Swing  | +5.4 |       |

| Élections générales de 2001: Carmarthen East and Dinefwr, |                                  |                                  |        |      |      |
| Parti                                                     | Parti                            | Candidat                         | Votes  | %    | ±    |
|                                                           | Plaid Cymru                      | Adam Price                       | 16,130 | 42.4 | +7.7 |
|                                                           | Labour                           | Alan Williams                    | 13,540 | 35.6 | −7.3 |
|                                                           | Conservateur                     | David Thomas                     | 4,912  | 12.9 | +0.9 |
|                                                           | Libéral                          | Doiran Evans                     | 2,815  | 7.4  | −0.2 |
|                                                           | UKIP                             | Michael Squires                  | 656    | 1.7  | N/A  |
| Majorité                                                  | Majorité                         | Majorité                         | 2,590  | 6.8  | −1.5 |
| Participation                                             | Participation                    | Participation                    | 38,053 | 70.4 | −1.5 |
|                                                           | Plaid Cymru vainqueur sur Labour | Plaid Cymru vainqueur sur Labour | Swing  | +7.5 |      |

### Élections dans les années 1990
| Élections générales de 1997: Carmarthen East and Dinefwr, |                                  |                     |        |      |      |
| Parti                                                     | Parti                            | Candidat            | Votes  | %    | ±    |
|                                                           | Labour                           | Alan Williams       | 17,907 | 42.9 | +1.4 |
|                                                           | Plaid Cymru                      | Rhodri Glyn Thomas  | 14,457 | 34.6 | +5.5 |
|                                                           | Conservateur                     | Edmund Hayward      | 5,022  | 12.0 | −8.3 |
|                                                           | Libéral                          | Juliana Hughes      | 3,150  | 7.5  | +1.6 |
|                                                           | Referendum                       | Ian Humphreys-Evans | 1,196  | 2.9  | N/A  |
| Majorité                                                  | Majorité                         | Majorité            | 3,450  | 8.3  | −4.2 |
| Participation                                             | Participation                    | Participation       | 32,654 | 78.6 | N/A  |
|                                                           | Labour Vainqueur (nouveau siège) |                     |        |      |      |